# ADÑ–Identité espagnole
ADÑ–Identité espagnole (en espagnol : ADÑ–Identidad Española), également connue sous le nom de FE de las JONS–Alternativa Española–La Falange–Democracia Nacional, est une coalition politique espagnole créée en vue des élections au Parlement européen de 2019.
La coalition euroesceptique est formée des partis d'extrême droite FE-JONS, Alternativa Española, FE-La Falange et Démocratie nationale.

## Histoire
En octobre 2018, les partis politiques FE-La Falange, Alternativa Española, Démocratie nationale et FE-JONS ont annoncé leur participation aux élections au Parlement européen de 2019 en tant que coalition nommée ADÑ–Identité espagnole.
Le 30 avril 2019, la candidature a été enregistrée par la Commission électorale centrale, avec le nom FE de las JONS-Alternativa Española-La Falange-Democracia Nacional et l'acronyme ADÑ (Ante Todo España, en français : L'Espagne au-dessus de tout).

## Idéologie
La coalition s'inspire de l'esthétique et de l'idéologie d'autres partis « identitaires » en Europe, misant sur l'euroscepticisme, la défiance envers le Parti populaire et la crainte d'un changement de composition démographique du pays. Le parti défend une sortie de l'euro et la reprise de la « souveraineté nationale ». Il veut également restreindre l'immigration.